# Theodore Gaillard Hunt
Theodore Gaillard Hunt (* 23. Oktober 1805 in Charleston, South Carolina; † 15. November 1893 in New Orleans, Louisiana) war ein US-amerikanischer Politiker. Zwischen 1853 und 1855 vertrat er den Bundesstaat Louisiana im US-Repräsentantenhaus.

## Werdegang
Theodore Hunt war Mitglied einer bekannten Politikerfamilie. Er war ein Neffe von John Gaillard (1765–1826), der den Staat South Carolina zwischen 1803 und 1826 im US-Senat vertreten hatte. Er war außerdem ein Onkel von Carleton Hunt (1836–1921), der von 1883 bis 1885 für Louisiana im Kongress saß. Er besuchte die öffentlichen Schulen seiner Heimat. Nach einem anschließenden Jurastudium am Columbia College, der heutigen Columbia University in New York City, und seiner Zulassung als Rechtsanwalt begann er in Charleston in seinem neuen Beruf zu arbeiten.
Um das Jahr 1830 zog Hunt nach New Orleans in Louisiana, wo er Bezirksstaatsanwalt wurde. Gleichzeitig begann er als Mitglied der Whig Party eine politische Laufbahn. Zwischen 1837 und 1853 war er Abgeordneter im Repräsentantenhaus von Louisiana. Bei den Kongresswahlen des Jahres 1852 wurde er im zweiten Wahlbezirk von Louisiana in das US-Repräsentantenhaus in Washington, D.C. gewählt, wo er am 4. März 1853 die Nachfolge von Joseph Aristide Landry antrat. Bis zum 3. März 1855 absolvierte er eine Legislaturperiode im Kongress, die von den Diskussionen um die Frage der Sklaverei im Vorfeld des Bürgerkrieges bestimmt war.
Im Jahr 1859 wurde Hunt Richter im ersten Gerichtsbezirk seines Staates. Während des Bürgerkrieges war er in den Jahren 1861 und 1862 Oberst einer Einheit aus Louisiana. Später war er bis zum Ende des Krieges als Brigadegeneral Kommandeur der Nationalgarde von Louisiana (Adjutant General), die auf der Seite der Konföderierten Staaten kämpfte. Politisch ist Hunt nicht mehr in Erscheinung getreten. Er starb am 15. November 1893 in New Orleans.